# Downesia
Downesia es un género de escarabajos de la familia Chrysomelidae. El género fue descrito científicamente primero por Baly en 1858. Esta es una lista de especies perteneciente a este género:
- Downesia abdominalis (Weise, 1922)
- Downesia andrewesi (Gestro, 1911)
- Downesia atrata (Baly, 1858)
- Downesia auberti (Fairmaire, 1888)
- Downesia balyi (Gressitt, 1950)
- Downesia bambusae (Maulik, 1933)
- Downesia basalis Baly, 1888
- Downesia ceylonica Maulik, 1919
- Downesia elegans Gestro, 1890
- Downesia fulvipennis (Baly, 1888)
- Downesia garambae Uhmann, 1961
- Downesia gestroi (Baly, 1888)
- Downesia gracilis (Uhmann, 1955)
- Downesia grandis Gestro, 1890
- Downesia insignis Baly, 1858
- Downesia javana (Weise, 1922)
- Downesia kanarensis Weise, 1897
- Downesia kwangtunga (Gressitt, 1950)
- Downesia labrata (Uhmann, 1948)
- Downesia linkei Uhmann, 1963
- Downesia maculaticeps (Pic, 1924)
- Downesia major (Pic, 1934)
- Downesia marginicollis (Weise, 1922)
- Downesia negrosica (Uhmann, 1948)
- Downesia nigripennis (Chen & Tan, 1962)
- Downesia perniciosa (Spaeth, 1933)
- Downesia picea Baly, 1888
- Downesia puncticollis (Chen & Tan, 1962)
- Downesia ratana Maulik, 1919
- Downesia sasthi (Maulik, 1923)
- Downesia simulans (Chen & Sun, 1964)
- Downesia spenceri Kimoto, 1998
- Downesia strandi (Uhmann, 1943)
- Downesia strigicollis (Baly, 1876)
- Downesia strigosa Pic, 1924
- Downesia sulcata Fleutiaux, 1877
- Downesia sumatrana (Gestro, 1897)
- Downesia tagalica (Gestro, 1917)
- Downesia tarsata (Baly, 1869)
- Downesia thoracica (Chen & Sun, 1964)
- Downesia vandykei (Gressitt, 1939)